# Fachklinik für Neurologie Dietenbronn
Die Fachklinik für Neurologie Dietenbronn GmbH in Dietenbronn, einem Teilort von Schwendi im Landkreis Biberach, war ein akademisches Krankenhaus der Universität Ulm und befasste sich als Akutkrankenhaus mit der Behandlung aller neurologischen Erkrankungen. Betreiber des Krankenhauses war die Sana Kliniken AG. Zum Jahresende 2021 wurde der Standort geschlossen und in die Sana Klinik Biberach eingegliedert.

## Klinik
Die Klinik war auf Patienten mit folgenden Erkrankungen spezialisiert:
- Demenz
- Multiple Sklerose
- Parkinson-Krankheit

Jährlich wurden etwa 3500 Patienten behandelt. Die Energieversorgung der Klinik wurde zu 100 % vom Biomasse-Kraftwerk-Schilling erbracht.

## Auszeichnung und Zertifizierung

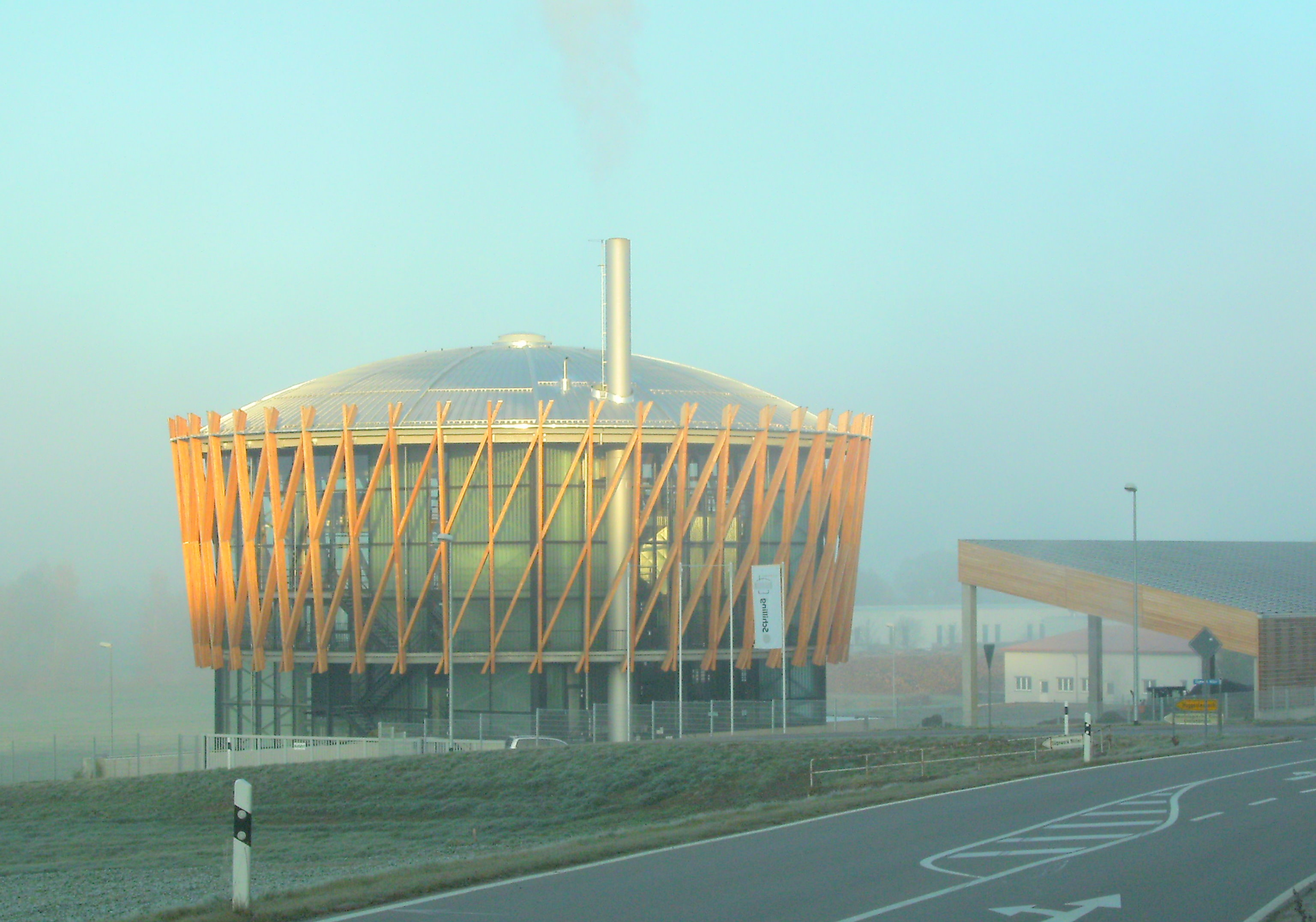
Heizkraftwerk der Fachklinik

- Bester Arbeitgeber Gesundheitswesen, 2013
- Zertifizierung nach DIN EN ISO 9001:2008